# Káldi János
Káldi János (Kám, 1922 – 1991) magyar író, költő.

## Élete és munkássága
Káldi János 1922-ben született a Vas vármegyei Kámban. A szombathelyi Faludi Ferenc Gimnáziumban érettségizett, majd az Eötvös Loránd Tudományegyetem bölcsészeti karának magyar-könyvtár szakán szerzett diplomát. A Móricz Zsigmond szerkesztette Kelet Népe avatta költővé 1941-ben, korábban különféle közművelődési munkakörökben dolgozott, 1960-ban a Szombathelyi Tanárképző Főiskola tanára és docense lett.

## Megjelent kötetei
- Új fény. A fiatal magyar írónemzedék könyvei. Versek és prózák; szerk. Káldi János; Vas vármegye Szabadművelődési Felügyelősége, Szombathely, 1946
- Halott vízimalom (Szombathely, 1947)
- Rába-parti elégia (Pécs, 1966)
- Évek, sugarak. Vasi írók antológiája; szerk. Káldi János; Szombathely város Tanácsa, Szombathely, 1970
- A világító kapanyél (Pécs–Budapest, 1970)
- Tavaszt-kiáltó (Szombathely, 1975)
- A hosszú esők ideje (Szombathely, 1983)
- Kései rapszódia (1995)